# Katolička Crkva u Mađarskoj
Rimokatolička Crkva u Mađarskoj (mađarski: Magyar Katolikus Egyház) je dio opće Katoličke Crkve, pod duhovnim vodstvom pape Lava XIV. u Rimu.
Postoji oko 3,842.000 katolika u Mađarskoj - ili 39% stanovništva (2011.). Zemlja je podijeljena u 12 biskupija, uključujući 4 nadbiskupije. Osim toga, tu je i teritorijalna opatija Pannonhalma i zasebna sui juris partikularna Crkva za sve one koji se pridržavaju bizantskoga obreda poznata kao Mađarska grkokatolička Crkva.
Broj vjernika je u padu u posljednjih nekoliko desetljeća u Mađarskoj; iako ovaj pad nije bio tako dramatičan kao u Češkoj.

## Podjela Katoličke Crkve u Mađarskoj

### Ostrogonsko-budimpeštanska provincija
- Ostrogonsko-budimpeštanska nadbiskupija
  - Jurska biskupija
  - Hajdudoroška biskupija
  - Stolnobiogradska biskupija

### Vesprimska provincija
- Vesprimska nadbiskupija
  - Kapošvarska biskupija
  - Sambotelska biskupija

### Kaločko-kečkemetska provincija
- Kaločko-kečkemetska nadbiskupija
  - Pečuška biskupija
  - Segedinsko-čanadska biskupija

### Egerska provincija
- Egerska nadbiskupija
  - Debrecinsko-njiređhaska biskupija
  - Vacka biskupija

## Bivše biskupije
- Kumanska biskupija